# 似形古尖顎扁蟲
似形古尖顎扁蟲（Vetuprostomis consimilis）為尖顎扁蟲科中一個已滅絕的物種。本種發現於產自白堊紀晚期的緬甸琥珀，為該科最古老的化石紀錄。

## 發現歷史
本種發現自緬甸琥珀，歷史可追溯至9970萬至9430萬年前的白堊紀晚期。2008年，Engel和Grimaldi根據產自白堊紀晚期的緬甸琥珀的標本，正式發表本物種。在此之前，該科已知有3件波羅的海琥珀（盧苔特期中期，私人琥珀收藏）的尖顎扁蟲科標本，但都沒有正式發表。因此本物種為該科第一件正式描述的化石物種，亦為已知最古老的尖顎扁蟲。

## 分類學
本種屬於尖顎扁蟲科古尖顎扁蟲屬，為該屬的模式物種。

## 辭源
本種的屬名「Vetuprostomis」源自拉丁文的「古老」（vetus）及尖顎扁蟲屬（Prostomis）；種小名「consimilis」為拉丁文「類似」之意，代表其形態上與現生物種類似，呈現高度的形態學穩定性。

## 形態描述
根據Engel和Grimaldi所發表的標本。本種體長約 4.85 mm；頭部寬度約 0.96 mm。前胸背板最大寬度約 0.96 mm，長度約1.11 mm。翅鞘長度約 2.45 mm，寬度約 0.98 mm。
外表光滑，多呈現深褐色或黑色。頭部體積大，近似橫向的長方形。 額楯區成梯形，上寬下窄；兩複眼後外側長有後角突（posrerior corner），其末端呈現圓滑直角。後角突的後方形成明顯的領狀構造。頭部背面觀寬大扁平，額楯區周圍有不明顯的的弓形稜線突起圍繞。額楯區後方下陷。頭部的表面粗糙有著珠被的特徵，如同被連續穿刺一般。大顎向前方突出，表面無刻點也無鱗狀排列，邊緣平直；其腹齒較背齒短，一般而言第二、三結合在一起且與第一分開。
上唇（Labrum）裸露，其寬邊長度大於長邊，兩側末端角落形成圓角，其末端邊緣向前延伸形成堅硬的剛毛（ long setae），不明顯的淺層點刻（puncture）。  複眼中等大小，位於兩側，與頭部前端間隔約莫一個複眼直徑的距離。  觸角（Antennae）共11節，外觀呈現念珠狀，裸露在外，各節皆生有末端螺旋捲曲的長剛毛（setae）；末三節膨大，且排列鬆散；柄節（scape）體積稍大於梗節（pedicel）和鞭節（ﬂagellar），而鞭節略小於梗節；鞭節的基節與鞭節中的其他節體積相近（末三節除外）。 
前胸背板（Pronotum）長邊大於寬邊，表面粗糙且生有使其凹凸不平的連續點刻。翅鞘上生有淺層的縱向溝槽以及使其表面粗糙的點刻，且沒有緣摺隆線（epipleural fold narrow）。 各腹板（Abdominal ventrites）如瓦片班層層堆疊，且皆生有零星分布的點刻。

## 古生物學
本種已具有咽喉側突的特徵。其咽喉側突的長度並沒有超過大顎基部，較現生物種的咽喉側突為短。

## 屬級特徵
- 外觀

身形多變，大致修長、身體兩側趨於平行、扁平；體壁（integument  ）呈現的顏色從深咖啡色到黑色。口器呈現前口式的大顎（mandibles），並且明顯地向前突出，大顎外緣沒有向外突出的傾向。 額楯區（ Fronto clypeal area）向前突出的距離比上唇（ labral）的中線長多出1.5倍的長度。頰部（Gena）兩側也明顯地向前突出，形成尖銳的突起，突起略通過大顎基部（mandibular base），基部較寬越接近末端越尖細（這隻古老昆蟲的咽喉側突（jugular process）較現存的物種來的更尖細、修長、突出大顎基部更長的距離）。
- 頭部

觸角（ Antenna）共11節外型呈念珠狀，裸露在外，相較其他節而言末3節體積更為粗大（越靠近觸角末端越膨大），排列也更鬆散。複眼（Compound eyes）體積適中，為全緣的球面，兩複眼（Compound eyes）各分散在離頭部前端約莫一個複眼（Compound eye）直徑距離的地方。頭部（head）兩側邊緣的線條約略平行，而非朝複眼的方向隘縮，頭部前方的角落有明顯的彎曲且將近直角，在這個角落的後方長有明顯的領狀構造（多為構造邊緣的延伸，但也不一定，通常會逐漸抑縮在複眼後方。本科現存的物種普遍無此構造）。
- 胸部:

前胸背板（Pronotum）大約與頭部（ head）、鞘翅（elytra）同寬（本科的現存物種的前胸背板略窄於頭部），其長邊稍長於短邊；前緣截短並因為前胸背板（Pronotum）前外側的結構而略窄於頭部（本科現存物種缺少此結構）。此外，其兩側邊緣以及後緣都稍微地向外彎曲，側板邊緣無鋸齒，沒有側邊隆起。小盾板（Scutellum）體積小且略微裸露。
- 足部:

基節（Coxae）小而細長，一對步足相隔的距離大約跟與基節的直徑等長，（根本科的現存物種相比更為寬闊）；前跗節（ protibia ）末端寬而凸起，並批覆著許多長剛毛（long setae）；跗節（tarsomere）形式可簡記為4-4-4，前三節長度相等，末節較長；鉤爪（pretarsal claws）外形簡易。
- 鞘翅及腹部:

鞘翅（Elytra）上佈滿圓錐狀的顆粒、淺層溝槽構成的條紋以及緣摺隆線（epipleural fold narrow）完全覆蓋腹部（Abdomen ），腹部能看到五片明顯的腹板（ventrites）。